# Wil Wheaton
Richard William Wheaton III (ur. 29 lipca 1972 w Burbank) – amerykański pisarz i aktor. 

## Życiorys
Urodził się w Burbank w Kalifornii jako syn Debry „Debbie” Nordean (z domu O’Connor), aktorki, i Richarda „Ricka” Wheatona Jr., specjalisty w zakresie opieki zdrowotnej. Ma dwoje młodszego rodzeństwa: brata Jeremy’ego i siostrę Amy. Uczęszczał na Uniwersytet Kalifornijski w Los Angeles.
W wieku siedmiu lat wziął udział w reklamie Jell-O u boku Billa Cosby’ego. Był współlokatorem aktora Chrisa Hardwicka, gdy obaj byli nastolatkami. W telewizyjnym dramacie ABC A Long Way Home (1981) z Timothym Huttonem i Rosanną Arquette wystąpił jako 8-letni Donald Branch. Stał się znany jako Wesley Crusher w serialu Star Trek: Następne Pokolenie (1987–1991). Jest popularną postacią w środowisku geeków. 
7 grudnia 1999 ożenił się z Anne L. Prince. Wychowali jej dwóch synów z pierwszego małżeństwa – Ryana i Nolana.

## Filmografia

### Filmy
- 1982: Tajemnica IZBY (The Secret of NIMH) jako Martin Brisby (głos)
- 1984: Kumpelski układ (The Buddy System) jako Tim
- 1986: Ucieczka w kajdanach (The Defiant Ones, TV) jako Clyde
- 1986: Stań przy mnie (Stand by Me) jako Gordie Lachance
- 1987: Klątwa (The Curse) jako Zack
- 1988: Ona będzie miała dziecko (She’s Having a Baby) jako Eloy
- 1991: Grudzień (December) jako Kipp Gibbs
- 1991: Ostatnia prostytutka (The Last Prostitute, TV) jako Danny
- 1991: Szkoła wyrzutków (Toy Soldiers) jako Joseph „Joey” Trotta
- 1993: Klub łgarzy (The Liars' Club) jako David Reynolds
- 1995: Albo on, albo my (It Was Him or Us, TV) jako Scottie
- 1996: Mr. Stitch jako Lazarus
- 1996: Gruszki na wierzbie (Pie in the Sky) jako Jack
- 1997: Flubber jako Bennett Hoenicker
- 1998: Dzień w którym zastrzelono Lincolna (The Day Lincoln Was Shot, TV) jako Robert Todd Lincoln
- 2000: Misja do wnętrza Ziemi (Deep Core) jako Rodney Bedecker
- 2000: Pyton (Python, TV) jako Thommy
- 2002: Star Trek: Nemesis jako Wesley Crusher
- 2003: Księga dni (Book of Days, TV) jako Danny Hartland
- 2009: Star Trek jako Romulans (głos)
- 2014: Rekinado 2: Drugie ugryzienie (Sharknado 2: The Second One) jako pasażer linii lotniczych

### Seriale TV
- 1985: Autostrada do nieba jako Max
- 1987–1994:  Star Trek: Następne pokolenie jako Wesley Crusher
- 1993: Opowieści z krypty jako Arling
- 1998: Diagnoza morderstwo jako Forest Ranger Gary Barton
- 2001: Życie do poprawki jako Ryan Storey / dr Thoma
- 2003–2005: Młodzi Tytani (Teen Titans) jako Aqualad (głos)
- 2005: Super Robot Monkey Team Hyperforce Go! jako Skurg (głos)
- 2005: CSI: Kryminalne zagadki Las Vegas jako Walter
- 2006: Awatar: Legenda Aanga – głos
- 2007: Wzór jako Miles Sklar
- 2008: Zabójcze umysły jako Floyd Hansen
- 2008–2009: Ben 10: Obca potęga (Ben 10: Alien Force) jako Darkstar (głos)
- 2009: Naruto jako Menma (głos)
- 2009–2010: Batman: Odważni i bezwzględni jako Ted Kord/ Błękitny Skarabeusz (głos)
- 2009–2010: Głowa rodziny jako działacz antyaborcyjny (głos)
- 2010: Gekijōban Naruto shippūden jako Taruho, Shizuku (głos, wersja angielska)
- 2009–2011: Uczciwy przekręt jako Colin Mason
- 2009–2011: The Guild jako Fawkes
- 2009–2019: Teoria wielkiego podrywu w roli samego siebie
- 2010: Slayers: Magiczni wojownicy jako Hans (głos)
- 2010: Ben 10: Ultimate Alien jako Mike Morningstar / Darkstar (głos)
- 2010–2012: Eureka jako dr Isaac Parrish
- 2011–2012: Redakai: W poszukiwaniu Kairu jako Quantus (głos)
- 2012–2013: Generator Rex jako Peter Meechum (głos)
- 2014: Robot Chicken jako Doktor Doom / Centaur / Handy Smurf (głos)
- 2014: Ben 10: Omniverse jako Mike Morningstar / Darkstar / Dante (głos)
- 2014–2018: Młodzi Tytani: Akcja! jako Aqualad (głos)
- 2015: Critical Role jako Thorbir Falbek
- 2015–2016: Dark Matter jako Alexander Rook
- 2015–2018: Miles z przyszłości jako komandor S’Leet (głos)
- 2016: Powers jako Conrad Moody
- 2019: Supergirl jako Protestor końca świata

### Gry komputerowe
- 2004: EverQuest II - głos
- 2004: Grand Theft Auto: San Andreas jako Richard Burns (głos)
- 2005: Tom Clancy’s Ghost Recon Advanced Warfighter – głos
- 2005: Grand Theft Auto: Liberty City Stories jako Richard Burns (głos)
- 2006: Grand Theft Auto: Vice City Stories jako Richard Burns (głos)
- 2007: Tom Clancy’s Ghost Recon Advanced Warfighter 2 – głos
- 2009: Brütal Legend jako Watt-R-Boys (głos)
- 2010: Fallout: New Vegas jako Robobrains / Super-Ego / X-8 Robobrain (głos)
- 2011: DC Universe Online jako Robin (głos)
- 2013: Grand Theft Auto V jako lokalna populacja (głos)